# Claudia Black
Claudia Lee Black (Sydney, Nova Gal·les del Sud, 11 d'octubre de 1972) és una actriu australiana coneguda principalment per la seva interpretació de l'oficial Aeryn Sun a la sèrie televisiva de ciència-ficció Farscape i Vala Mal Doran a la sèrie de ciència-ficció Stargate SG-1. També és coneguda com a Sharon "Shazza" Montgomery a la pel·lícula Pitch Black.

## Vida personal
Va cursar els seus estudis a la Kambala Girls School de Sydney. Durant la seva vida adulta va viure part de la seva vida a Nova Zelanda i Europa, especialment a Londres.